# Boris Dommenget
Boris Dommenget (* 1960) ist ein deutscher Gitarren- und Pickup-Hersteller aus Balje. Seine handgefertigten Instrumente werden von international bekannten Musikern wie Bon Jovi, Santana, Metallica, Status Quo und den Scorpions gespielt.

## Leben und Werdegang
Boris Dommenget wuchs in einem handwerklich geprägten Umfeld auf. Schon als Kind lernte er in der Schreinerwerkstatt seines Vaters den Umgang mit Holz und entwickelte früh eine Begeisterung für das Handwerk. Mit 17 Jahren begann er seine Ausbildung zum Zupfinstrumentenmacher – ein Schritt, der den Grundstein für seine spätere Karriere als Gitarrenbauer legte. Bereits während der Ausbildung baute er seine ersten eigenen Gitarren.
Nach Abschluss seiner Ausbildung zog es ihn nach London, wo er neben dem Gitarrenbau auch alte Holzmöbel restaurierte. In der Arbeit mit Holz fand Dommenget eine kreative Ausdrucksform, die seinen individuellen Stil prägte. Inspiriert vom Geigenbau – insbesondere von Antonio Stradivari – sieht er den Gitarrenbau als ein Feld, das noch auf der Suche nach höchsten Qualitätsstandards ist.

## Werk und Wirkung
Boris Dommenget baut uns spielt Gitarren. In seiner Jugend war er in verschiedenen Rockbands wie z. B. den Bollock Brothers aktiv. Dommengets Gitarren besitzen kreative Bauweise sowie ausgefallene Details wie Doppelhälse oder Perlmuttverzierungen.
Ein besonderes Verhältnis pflegt Dommenget zu der Band Scorpions, für die er rund 100 Gitarren baute – darunter auch Instrumente für das berühmte MTV-Unplugged-Konzert. Die Musiker Klaus Meine und Rudolf Schenker zählen zu seinen langjährigen Kunden.
Seine Werkstatt befindet sich im niedersächsischen Wischhafen.

## Öffentliches Engagement
Im Jahr 2023 war Boris Dommenget einer von sechzehn offiziellen Werbe-Botschaftern der bundesweiten Imagekampagne des deutschen Handwerks.